# Sacrifice 2010
Sacrifice 2010 è stata la settima edizione in pay-per-view prodotto dalla Total Nonstop Action Wrestling (TNA). L'evento si è svolto il 16 maggio 2010 nell'Impact Zone di Orlando Florida.

## Risultati
| # | Risultati | Stipulazioni | Durata. |
| - | --- | --- | ------- |
| 1 | The Motor City Machine Guns (Alex Shelley e Chris Sabin) hanno sconfitto Beer Money, Inc. (James Storm e Robert Roode) e Team 3D (Brother Devon e Brother Ray) | Fatal three-way tag team match per determinare il Glossario del wrestling al titolo TNA World Tag Team Championship                                                      | 13:13   |
| 2 | Rob Terry (c) ha sconfitto Orlando Jordan | Single match per il titolo TNA Global Championship | 07:45   |
| 3 | Douglas Williams ha sconfitto Kazarian (c) | Single match per il titolo TNA X Division Championship | 13:50   |
| 4 | Madison Rayne (c) ha sconfitto Tara | Title vs. career match per il titolo TNA Women's Knockout Championship                                                                                                   | 06:28   |
| 5 | The Band (c) (Kevin Nash e Scott Hall) ha sconfitto Ink Inc. (Jesse Neal e Shannon Moore)                                                                      | Tag team match per il titolo TNA World Tag Team Championship | 10:43   |
| 6 | Abyss ha sconfitto Desmond Wolfe (con Chelsea) | Chelsea vs. Ring match. Poiché ha vinto Abyss avra i servizi di Chelsea per 30 giorni e se avesse vinto Wolfe avrebbe ottenuto l'anello di Hulk Hogan dell'Hall of Fame. | 09:27   |
| 7 | Jeff Hardy ha sconfitto Mr. Anderson | Single match | 13:57   |
| 8 | Sting ha sconfitto Jeff Jarrett | Single match | 00:14   |
| 9 | Rob Van Dam ha sconfitto A.J. Styles (c) (con Ric Flair) | Single match per il titolo TNA World Heavyweight Championship | 24:47   |
|   | (c) = campione in carica al momento dell'inizio del match | |         |